# CB Alicante
CB Alicante (vollständig Club Bádminton Alicante) ist ein spanischer Badmintonverein aus Alicante.

## Geschichte
Der reine Badmintonklub wurde am 21. Juli 1995 gegründet. Er entstand aus der Badmintonsektion des Mehrspartenvereins Club Atlético Nadir heraus. In kürzester Zeit avancierte er zu einem der besten Klubs Spaniens. Sieben Mal siegte man bei den spanischen Badmintonmannschaftsmeisterschaften von 1996 bis 2002 in Folge. In den fünf Jahren von 1998 bis 2002 startete der Verein im Europapokal.